# Premières neiges
Premières neiges è un film per la televisione del 1999 diretto da Gaël Morel. È stato trasmesso per la prima volta in Francia e Germania il 10 dicembre 1999. Nello stato tedesco è conosciuto con il titolo Neuschnee.